# Malanea erecta
Malanea erecta är en måreväxtart som beskrevs av Berthold Carl Seemann. Malanea erecta ingår i släktet Malanea och familjen måreväxter. Inga underarter finns listade i Catalogue of Life.